# Gilbert Cesbron
Pour les autres membres de cette famille, voir Famille Cesbron et pour les homonymes, voir Cesbron.
« Ce que je crois » redirige ici. Pour les autres significations, voir Ce que je crois (Bazin) et Ce que je crois (Mauriac).
Gilbert Cesbron est un écrivain français d’inspiration catholique, né le 13 janvier 1913 à Paris, où il est mort le 12 août 1979.

## Biographie

### Jeunesse et études
Pierre François Gilbert Cesbron naît le 13 janvier 1913 dans le 17e arrondissement de Paris. Il fait partie de la famille Cesbron.
Il effectue ses études secondaires au lycée Condorcet à Paris, puis ses études supérieures à l'École libre des sciences politiques.

### Parcours professionnel
Se dirigeant vers une carrière dans la radio, activité qu’il mènera en parallèle avec l'écriture, il débute en 1934 avec le recueil de poèmes Torrent.
Il épouse le 30 juin 1939 la fille d'un éditeur, Dominique Talamon (1915-2003).
Jusqu'en février 1941, il dirige les services sténo-radio et propagande du quotidien Le Petit Parisien et collabore avec le rédacteur en chef Paul Edmond Decharme, qui est aussi le chef de cabinet du ministre de l'Intérieur et maire de Bordeaux Adrien Marquet.[réf. nécessaire]
Son premier roman, Les Innocents de Paris, paraît en Suisse en 1944 et obtient un véritable succès qui lui offrira le prix de la Guilde du Livre, la même année. Sa notoriété s’affirme en 1948 avec Notre prison est un royaume qui reçoit le prix Sainte-Beuve, ainsi qu’avec sa pièce la plus célèbre, également adaptée à la radio et à l’écran, Il est minuit, docteur Schweitzer, publiée en 1952.
Il publie en 1957 un recueil de textes dont une partie a paru en roman-feuilleton dans divers journaux dont le Figaro, Libérez Barrabas, dont un thème récurrent est l’insensibilité contemporaine.
Il reçoit le prix Prince-Pierre-de-Monaco pour l’ensemble de son œuvre en 1962.
Au printemps 1972, il quitte la radio et se tourne vers l’action sociale en devenant secrétaire général du Secours catholique pendant un an. Il apprend qu'il est atteint d'un cancer incurable en mai 1978. La même année, il reçoit le prix de la ville de Paris pour l’ensemble de son œuvre.

### Mort
Le 12 août 1979, Gilbert Cesbron meurt chez lui, au 126 boulevard Saint-Germain dans le 6e arrondissement de Paris. Il est enterré au cimetière de Bourré dans le Loir-et-Cher. Son épouse Dominique lui survit jusqu'en 2003.

## Œuvres
En tant que romancier, essayiste, auteur dramatique, Gilbert Cesbron prend pour toile de fond de ses récits des thèmes d’actualité qui le passionnent : les prêtres ouvriers dans Les saints vont en enfer, la jeunesse délinquante dans Chiens perdus sans collier, l’euthanasie dans Il est plus tard que tu ne penses ou la violence et la non-violence dans Entre chiens et loups.
Ses romans sont caractérisés par une intention de pénétrer la réalité de la société contemporaine avec le regard d’un chrétien convaincu qui souhaite « évoquer la morale sans se prétendre moraliste », ainsi qu’il le disait lui-même.
Ses livres ont été traduits en plusieurs langues, entre autres le portugais.

### Romans
- Les Innocents de Paris[8] (1944)
- On croit rêver (1945)
- La Tradition Fontquernie (1947)
- Notre prison est un royaume (1948), 1 299 000 ex. vendus[9]
- La Souveraine (1949)
- Boismort où l'oiseau chante (1950)
- Les saints vont en enfer (1952), 1 648 000 ex. vendus[9]
- Chiens perdus sans collier  (1954), éditions Robert Laffont, 3 982 000 ex. vendus[9].
- Vous verrez le ciel ouvert (1956), 653 000 ex. vendus[9]
- Il est plus tard que tu ne penses (1958), 1 098 000 ex. vendus[9]
- Avoir été[10] (1960)
- Entre chiens et loups (1962)
- Une abeille contre la vitre (1964)
- C’est Mozart qu’on assassine (1966), 1 183 000 ex. vendus[9]
- Je suis mal dans ta peau (1969)
- Voici le temps des imposteurs[11] (1972)
- Don Juan en automne (1975)
- Mais moi je vous aimais[12] (1977), 1 034 000 ex. vendus[9]
- Compagnons de la nuit (1938, paru en 1995)

### Contes et nouvelles
- D’Outremonde (recueil de 23 contes) (1949)
- Traduit du vent (1951)
- Tout dort et je veille (1959)
- La Ville couronnée d’épines (1964)
- Des enfants aux cheveux gris (1968)
- Un vivier sans eau (1979)
- Leur pesant d’écume (1980)
- Tant d’amour perdu (1981)

### Essais
- Chasseur maudit (1953)
- Ce siècle appelle au secours (1955)
- Libérez Barabbas (1957)
- Une sentinelle attend l’aurore (1965)
- Lettre ouverte à une jeune fille morte (1968)
- Ce que je crois[13] (1970)
- Des leçons d’abîme (1971)
- Mourir étonné (1976)
- Huit paroles pour l’éternité (1978)
- Passé un certain âge (1980)
- La regarder en face (méditations sur la mort), éditions Robert Laffont (1982) Mille copeaux d’ébène, L’écluse, Un mémorial de marbre noir, « Il y avait là un jardin… ».

### Théâtre
- Il est minuit, docteur Schweitzer, suivi de Briser la statue (1952), 757 000 ex. vendus[9] Prix Paul-Hervieu de l’Académie française.
- L’Homme seul, suivi de Phèdre à Colombes et de Dernier Acte Grand prix d’art dramatique, Enghien, 1961.
- Mort le premier, suivi de Pauvre Philippe (1970)

### Divers
- Torrent (poèmes) (1934)
- Les Petits des Hommes (album de photos avec texte) (1954)
- Il suffit d’aimer (récit de la vie de sainte Bernadette ; scénario du film homonyme réalisé par Robert Darène) (1960)
- Journal sans date (tome 1) (1963)
- Tant qu’il fait jour (Journal sans date, tome 2) (1967)
- Un miroir en miettes (Journal sans date, tome 3) (1973)
- Merci l’oiseau ! (poèmes) (1976)
- Ce qu’on appelle vivre (propos recueillis par Maurice Chavardès), éditions Stock, 1977
- Bonheur de rien (1979)
- Un désespoir allègre (1983)

## Adaptations

### Au cinéma
- 1952 : Il est minuit, Docteur Schweitzer[14], réalisation d'André Haguet, avec Jean Debucourt, Pierre Fresnay, Jeanne Moreau, Jean Lanier
- 1955 : Chiens perdus sans collier[15], réalisation de Jean Delannoy, avec Jean Gabin, Robert Dalban, Jean-Jacques Delbo
- 1960 : Il suffit d'aimer, réalisation Robert Darene, scénario et dialogues de Gilbert Cesbron, avec Madeleine Sologne, musique de Maurice Thiriet, production E.D.I.C.

### À la télévision
- 1959 : Ruf ohne Echo (d'après Les Saints vont en enfer), réalisation de Rainer Wolffhardt, avec Horst Tappert, Hans Christian Blech
- 1962 : Il est minuit, Docteur Schweitzer, réalisation de Gilbert Pineau
- 1977 : C’est Mozart qu’on assassine, réalisation de Pierre Goutas, avec Cyril Brisse, Henri Garcin, Catherine Rich, Louis Seigner
- 1979 : Avoir été, réalisation de Roland-Bernard

## Postérité
Une association, Les Amis de Gilbert Cesbron, a été créée en 1990 avec Ludovique, Arnaud et Tristan Cesbron. Elle édite un périodique annuel, les Cahiers Gilbert Cesbron, vendu au numéro auprès de l’association.